# CRDA Cant Z.1007
Die CANT Z.1007 Alcione (Eisvogel) war ein mittlerer dreimotoriger Bomber der italienischen Armee im Zweiten Weltkrieg.

## Geschichte und Konstruktion
Entworfen wurde die Z.1007 von Filippo Zappata bei CRDA CANT (Cantieri Aeronautici e Navali Triestini) im Jahre 1935. Der Erstflug erfolgte am 11. März 1937. Die CANT Z.1007bis wurde von der Regia Aeronautica in großer Stückzahl eingesetzt und erwies sich als effektiver Bomber. Von 1939 bis 1943 wurden 561 Maschinen gebaut.
Das Flugzeug basierte auf einer Holzkonstruktion, die allerdings unter extremen klimatischen Bedingungen wie in Afrika und Russland Probleme aufwerfen konnte. Die Maschinen der ersten Serie erhielten drei Motoren Isotta Fraschini Asso XI mit je 825 PS (607 kW) Leistung und hölzerne Zweiblattpropeller, die aber schnell durch dreiblättrige Metallpropeller ersetzt wurden. Die ersten 34 Maschinen hatten noch Ringkühler, allerdings traten bei diesen Maschinen schwere Motorprobleme auf, so dass neue Sternmotoren Piaggio P.XI R.2C 40 mit 1000 PS (736 kW) Leistung eingebaut werden mussten.
Diese neuen Flugzeuge wurden Z.1007bis genannt. Die Maschinen erhielten ein neues Höhenleitwerk und Waffenstände. Spätere Z.1007bis erhielten ein doppeltes Seitenleitwerk.
Die Besatzung bestand aus fünf Mann (Pilot, Copilot, Funker/Bordschütze, Heckschütze und ein Schütze, der die ferngesteuerten MGs bediente). Im Waffenturm auf der Rumpfoberseite und in der Rumpfwanne waren je zwei 12,7-mm-MGs eingebaut. Das Flugzeug konnte entweder 1200 kg Bomben intern oder 1000 kg Bomben extern oder zwei 17,7-Zoll-Torpedos tragen. Anfang 1943 wurde die Version Z.1007ter mit 1150 PS leistenden Piaggio-P.XIX-Doppelsternmotoren hergestellt, die bis zu 500 km/h schnell war.
Die Z.1015 war ein militärisches Postflugzeug mit Piaggio-P.XII-RC.35-Motoren mit je 1500 PS Leistung. Der Prototyp erreichte 560 km/h und eine Reichweite von 3000 km.
Die Z.516 war ein Wasserflugzeug mit dem Rumpf einer Z.1007 und den Schwimmern einer CRDA CANT Z.506.

## Einsatzgeschichte
Im Frühjahr 1940 wurden die ersten Z.1007bis an die Einheiten ausgeliefert. Im September 1940 wurde der erste Einsatz gegen England von Belgien aus geflogen. Die Einsätze hatten allerdings nur mäßigen Erfolg. Nach der Invasion in Griechenland im Oktober 1940 wurde die Z.1007bis stark im Mittelmeerraum eingesetzt, so beispielsweise gegen Malta und in Nordafrika. Im Jahre 1941 versenkte eine Z.1007bis den britischen Zerstörer Juno.
Nach der Kapitulation Italiens im September 1943 wurden die Flugzeuge auf den Balkan verlegt und von der kroatischen und der deutschen Luftwaffe gegen den Vormarsch der Roten Armee eingesetzt.

## Technische Daten
| Kenngröße             | Daten (CANT Z.1007bis Alcione)                                                   |
| --------------------- | -------------------------------------------------------------------------------- |
| Besatzung             | 5                                                                                |
| Länge                 | 18,35 m                                                                          |
| Spannweite            | 24,80 m                                                                          |
| Höhe                  | 5,22 m                                                                           |
| Flügelfläche          | 75 m²                                                                            |
| Flügelstreckung       | 8,2                                                                              |
| Leermasse             | 9.365 kg                                                                         |
| max. Startmasse       | 13.620 kg                                                                        |
| Antrieb               | 3 × 14-Zylinder-Doppelsternmotoren Piaggio P.XI R.2C.15 mit je 1.000 PS (735 kW) |
| Höchstgeschwindigkeit | 465 km/h                                                                         |
| Dienstgipfelhöhe      | 8200 m                                                                           |
| Reichweite            | 1.750 km                                                                         |
| Bewaffnung            | 4 × 12,7-mm-MGs, 1 × 7,7-mm-MG, max. 1200 kg Bomben                              |